# Wim Wolbers
Wim Wolbers (Yogyakarta, 23 mei 1941 – 27 november 1998) was een Nederlands betaald voetballer. Hij werd in 1962/63 landskampioen met PSV en in 1970/71 kampioen van de Eerste divisie met FC Den Bosch.

## Overzicht clubs
| Seizoen  | Club         | Competitie     | Wedstrijden | Doelpunten |
| -------- | ------------ | -------------- | ----------- | ---------- |
| 1958-'66 | PSV          | Eredivisie     | 66          | 22         |
| 1966-'71 | FC Den Bosch | Eerste divisie | -           | 31         |
| 1971-'72 | FC Den Bosch | Eredivisie     | 5           | 0          |